# Le Bugue
Le Bugue (trong tiếng Occitan Al Buga) là một xã của Pháp, nằm ở tỉnh Dordogne trong vùng Aquitaine của Pháp. Xã này có diện tích 28,96 km2, dân số năm 2007 là 2760 người. Xã nằm ở khu vực có độ cao trung bình 60 m trên mực nước biển.

## Thông tin nhân khẩu
| Năm    | 1864  | 1962  | 1968  | 1975  | 1982  | 1990  | 1999  | 2007  |
| ------ | ----- | ----- | ----- | ----- | ----- | ----- | ----- | ----- |
| Dân số | 2 969 | 2 424 | 2 741 | 2 778 | 2 784 | 2 764 | 2 778 | 2 760 |